# Juan de Santa Gertrudis
Juan de Santa Gertrudis, né à Majorque en 1724 et mort également à Majorque en 1799, est un frère franciscain espagnol.

## Biographie
Juan de Santa Gertrudis est envoyé en tant que missionnaire en Amérique du Sud en 1757 et entre 1758 et 1767 dans son action évangélisatrice il fonde une mission sur le territoire du Putumayo appelé Agustinillo. Il traverse le territoire du sud de la Nouvelle-Grenade, en particulier la province de Popayán, avec quelques voyages à destination de Quito et Bogota.
À la suite de cette expérience en Amérique, des années plus tard et de retour en Espagne il écrit son œuvre la plus importante intitulée « Maravillas de la Naturaleza » (en français : « Merveilles de la Nature » ) en quatre volumes et dans le style des chroniques de son temps révèle son esprit fasciné de nature religieuse. Grâce à ses écrits il est possible d'avoir une vision de la vie dans le sud de la Nouvelle-Grenade au cours du XVIIIe siècle différente de celle fournie par l'étude des documents officiels ou des chroniques de la conquête.
Il passe ses dernières années à Majorque où il meurt le 8 août.

## Publications
- Maravillas de la naturaleza (lire en ligne).
- Medicina Luliana.
- La virtud en su palacio